# OSCAR 18
OSCAR 18 (auch WEBERSAT, Microsat 3 oder früher NUsat-2) ist ein US-amerikanischer Amateurfunksatellit.
Der Satellit wurde gemeinsam vom Center for Aerospace Technology (CAST), der Weber State University in Ogden (Utah) und von AMSAT entwickelt, gebaut und am 22. Januar 1990 als Sekundärnutzlast zusammen mit dem Erdbeobachtungssatelliten SPOT 2 mit einer Ariane 4 vom Centre Spatial Guyanais in Kourou gestartet.
Der Satellit hatte einen AX.25-Digipeater mit Uplink im 2-Meter-Band und Downlink im 70-Zentimeter-Band sowie eine CCD-Kamera für Farbbilder und einen piezoelektrischen Detektor für Mikrometeoriten. Er war bis 1998 in Betrieb.
Die COSPAR-Bezeichnung von OSCAR 18 lautet 1990-005F.